# Missouri (film)
Missouri (ang. Across the Wide Missouri) – amerykański western z 1951 roku w reżyserii  Williama A. Wellmana.

## Treść
Łowca bobrów Flint Mitchell (Clark Gable) żeni się z Indianką aby uzyskać dostęp do ziem Indian. Z czasem uświadamia sobie, że kobieta jest dla niego ważniejsza.

## Obsada
- Clark Gable - Flint Mitchell
- Ricardo Montalbán - Żelazna Koszula (wódz Czarnych Stóp)
- John Hodiak - Brecan
- Adolphe Menjou - Pierre (francuski traper)
- J. Carrol Naish - Lustro (wódz Nez Percé)
- Jack Holt - Duch niedźwiedzia
- Alan Napier - kapitan Humberstone Lyon
- George Chandler - Gowie (asystent Lyona)
- Richard Anderson - Dick Richardson
- María Elena Marqués - Kamiah (księżniczka Czarnych Stóp)
- Howard Keel - narrator
- James Whitmore - stary Bill
- Chief Tahachee - Indianin
- Nipo T. Strongheart - wódz Indian
- Evelyn Finley - Squaw
- Bobby Barber - Gardipe
- Timothy Carey - Baptiste DuNord
- Russell Simpson - Hoback (niewymieniony w czółowce)